# Staulanzapas
De Staulanzapas (Italiaans: Passo/Forcella Staulanza) verbindt de Bellunese bergdalen Val Fiorentina en Val di Zoldo met elkaar. De weg is het gehele jaar berijdbaar.
De bestijging van de pas vanuit het noorden begint in het kleine bergdorp Caprile. Hier komen de wegen naar de Giaupas, Falzaregopas, Fedaiapas en Staulanzapas bij elkaar. In het dorp staat een mooie zuil met de San Marcoleeuw erop uit de tijd van de Republiek Venetië. De weg gaat in veertien kilometer omhoog door de bossen van het Valle Fiorentina. Onderweg wordt Selva di Cadore gepasseerd, een rustige zomerverblijfplaats.
De pashoogte van de Staulanza bevindt zich aan de voet van de Monte Pelmo (3186 m). De wandeltocht Alta Via delle Dolomiti 1 passeert de Staulanzapas om daarna dieper het massief van de Monte Pelmo in te dringen. De afdaling door het Val di Zoldo is wat steiler dan de noordzijde. Ten westen van de weg ligt de 3220 meter hoge Civetta, een van de hoogste bergen van de Dolomieten. Vanuit Forno di Zoldo gaat een weg in noordoostelijke richting naar de Cibianapas en in zuidwestelijke richting naar de Duranpas.